# Rubratella
Rubratella es un género de foraminífero bentónico de la subfamilia Ceratobulimininae, de la familia Ceratobuliminidae, de la superfamilia Ceratobuliminoidea, del suborden Robertinina y del orden Robertinida. Su especie tipo es Rubratella intermedia. Su rango cronoestratigráfico abarca el Holoceno.

## Clasificación
Rubratella incluye a las siguientes especies:
- Rubratella californica
- Rubratella intermedia
  - Rubratella intermedia californica
- Rubratella steinitzi